# Вольфсберг
Вольфсберг (нім. Wolfsberg) — місто і місцева громада у федеральній землі Каринтія (Австрія). Адміністративний центр округи Вольфсберг. Населення станом на 2011 рік становить 25126 чоловік. Площа 278,63 км  2 .
У 1914—1917 роках в Вольсбергу містився табір для українських виселенців з Галичини й Буковини, число їх доходило до 10 000 чоловік. У таборі, як і в багатьох інших таборах в інших містах Австрії, були тяжкі умови життя.

## Населення
Населення громади за роками (дані статистичного бюро Австрії)

## Видатні особистості

### Народилися
- Аннеліза Рорер (1944—) — австрійська журналістка.